# Jules Favre (naturalista)
Jules Favre (1882, Le Locle – 1959, Ginebra) va ser un zoòleg i micòleg suís.
Estudià ciències naturals a l'Acadèmia de Neuchâtel, i el 1907, treballà com ajudant al Muséum d'Histoire Naturelle de Ginebra en els camps de la geologia i paleontologia.
Durant la seva carrera va rebre el Prix Desmazières de l'Académie des sciences de Paris i el Prix de la Ville de Genève. El 1927 va esdevenir membre de la Société linnéenne de Lyon.

## Obres publicades
Llista parcial:
- 1911. Description geologique des environs du Locle et de la Chaux-de-Fonds.
- 1913.  Étienne Joukowsky, J. Favre. Monographie géologique et paléontologique du Salève (Haute Savoie).
- 1914. Carte du Salève (Haute-Savoie), 1/25.000. Dressée d'après des levés photogrammétriques et barométriques et des croquis pris sur place avec E. Joukowsky.
- 1927. Les mollusques post-glaciaires et actuels du bassin de Genève.
- 1935. Histoire malacologique du lac de Genève. In: Mémoires de la Société physique et d'Histoire naturelle de Genève.
- 1941. Les Pisidium du canton de Neuchatel. In: Bulletin de la société neuchateloise des sciences, T. 66.
- 1945. Études mycologiques faites au Parc national suisse.
- 1955. Les champignons supérieurs de la zone alpine du Parc national suisse. Ed. Nationalpark-Museum.
- 1960. Catalogue descriptif des champignons supérieurs de la zone subalpine du Parc national suisse.[3]

Books about Jules Favre:
- 1959. "L'œuvre mycologique de Jules Favre", Lons-le-Saunier : M. Declume, 1959. by Henri Romagnesi.[4]